# Hockeyettan
Hockeyettan – trzeci poziom rozgrywek hokeja na lodzie w Szwecji.
Jako trzecia klasa ligowa funkcjonuje od sezonu 1999/2000. Wcześniej w latach 1944–1975 była to pierwsza liga szwedzka - wówczas została zastąpiona przez Elitserien (istniała do 2013, następnie jako Svenska hockeyligan). Następnie w latach 1975–1999 pod nazwą Division 1 był drugą klasą rozgrywkową, po czym zastąpiła ją Allsvenskan.
Formuła rozgrywek jest podzielona na sześć grup regionalnych nazywanych od liter alfabetu A-F. Po sezonie regularnym rozgrywanym w ich ramach następuje faza play-off, która stanowi kwalifikacje wyłaniające zespół awansujący do Allsvenskan. Drużyny zdegradowane z rozgrywek spadają do Division 2.
We wrześniu 2012 kluby ligowe powołały do życia grupę interesów pod nazwą Hockeyettan, a w kwietniu 2014 przemianowały ligę na tę nazwę.

## Uczestnicy w sezonie 2021/2022
- Norra (Północ): Bodens HF, Kalix HC, Kiruna AIF, Kiruna IF, Piteå HC, IF Sundsvall Hockey, Tegs SK, Vännäs HC, Örnsköldsvik HF, Östersunds IK
- Västra (Zachód): Borlänge HF, Eskilstuna Linden, Forshaga IF, Kumla HC, Köping HC, Lindlövens IF, Mariestad BoIS, Nyköpings SK, Skövde IK, Surahammars IF
- Östra (Wschód): Enköpings SK HK, Huddinge IK, Hudiksvalls HC, Vallentuna Hockey, Segeltorps IF, Strömsbro IF, Tyresö Hanviken Hockey, Visby/Roma HK, Väsby IK Hockey, Wings HC
- Södra (Południe): Halmstad Hammers HC, HC Dalen, Hanhals IF, KRIF Hockey, Kalmar HC, Karlskrona HK, Mörrums GoIS IK, Nybro Vikings IF, Tranås AIF Hockey, Vimmerby HC